# Katharina Hartmuth
Katharina Hartmuth (* 13. Juli 1995 in Leipzig) ist eine deutsche Trail- und Ultraläuferin, die auch im Triathlon aktiv ist.

## Werdegang
Katharina Hartmuth lebt in der Schweiz und kam über das Sportklettern zum Traillauf. 2016 lief sie ihren ersten Laufwettkampf.
2018 gewann sie die Frauenwertung sowohl beim Swiss Alps 100 über die 100 km als auch beim Innsbruck Alpine Trailrun Festival über die 65 km und landete beim Eiger Ultra Trail über die 35 km auf Platz drei. Im Anschluss hatte sie eine verletzungsbedingte Pause, kam jedoch über den Triathlon 2020 wieder zurück zum Laufsport.
Zu dieser Zeit hatte sie noch keinen Sponsoren-Support, inzwischen wird sie von Hoka gesponsert.
2022 siegte sie beim Eiger Ultra Trail über die 101 km, acht Jahre zuvor war sie noch als Helferin bei diesem Trailevent. Hartmuth nahm an den Berg- und Traillauf-Weltmeisterschaften 2023 in Innsbruck-Stubai teil und gewann im Trail Long Silber in der Einzel- und in der Teamwertung (zusammen mit Rosanna Buchauer und Ida-Sophie Hegemann).
Seit 2017 nimmt sie auch an Triathlon-Wettkämpfen teil. Ende Juni 2023, nur knapp zwei Wochen nach ihrer Teilnahme an den Berg- und Traillauf-Weltmeisterschaften, bestritt sie bei der Challenge Roth ihre erste Triathlon-Langdistanz und erreichte nach 9:39 Stunden das Ziel.
Anfang September 2023 startete sie beim Ultra-Trail du Mont-Blanc zum ersten Mal auf der UTMB-Distanz über 170 km und erreichte den zweiten Platz hinter Courtney Dauwalter.
Beim Tor des Géants im September 2024 lief sie auf den 1. Platz und benötigte als erste Frau weniger als 80 h für die 330 km lange Strecke.
Katharina Hartmuth arbeitet an der ETH Zürich als Wissenschaftlerin im «Staff of Professorship for Atmospheric Dynamics».

## Sportliche Erfolge (Auswahl)
2018
- 1. Platz, Innsbruck Alpine Trailrun Festival K65
- 1. Platz, Zugspitz Ultratrail Supertrail XL (81 km)
- 3. Platz, Eiger Ultra Trail (35 km)
- 1. Platz, Swiss Alps 100 (100 km)

2020
- 1. Platz, Innsbruck Alpine Trailrun Festival K110

2021
- 2. Platz, Engadin Ultra Trail (102 km)
- 1. Platz, Swiss Alps 100 (160 km)

2022
- 1. Platz, Swiss Canyon Trail (81 km)
- 1. Platz, Eiger Ultra Trail (101 km)
- 3. Platz, Ultra-Trail du Mont-Blanc (TDS: 145 km)

2023
- 4. Platz, Transgrancanaria (128 km)
- 2. Platz, Berg- und Traillauf-Weltmeisterschaften 2023 (Trail Long)
- 1. Platz, Eiger Ultra Trail (E101: 101 km)
- 2. Platz, Ultra-Trail du Mont-Blanc (UTMB: 170 km)

2024
- 1. Platz, Trail 100 Andorra (106,7 km)
- 3. Platz, Hardrock 100 (100 Meilen)
- 1. Platz, TOR330; neuer Streckenrekord (79 h 10)

2025
- 3. Platz, Hardrock 100 (100 Meilen)